# Amphoe Thai Mueang
Amphoe Thai Mueang (thailändisch อำเภอ ท้ายเหมือง) ist ein Landkreis (Amphoe – Verwaltungs-Distrikt) in der Provinz Phang Nga. Die Provinz Phang Nga liegt in der Südregion von Thailand.

## Geographie
Benachbarte Landkreise und Gebiete sind (von Norden im Uhrzeigersinn): Amphoe Takua Pa, Amphoe Kapong, Amphoe Mueang Phang Nga und Amphoe Takua Thung. Im Westen liegt die Andamanensee.

## Sehenswürdigkeiten
- Der 72 km² große Nationalpark „Khao Lampi - Hat Thai Mueang“ wurde 1986 eingerichtet. Der Park besteht aus zwei Teilen, dem Strand von Thai Mueang sowie dem natürlichen Regenwald in den Lampi Bergen.
- Die Similan-Inseln sind über die Hafenstadt Thap Lamu im Tambon Lam Kaen erreichbar.

## Verwaltung

### Provinzverwaltung
Amphoe Thai Mueang ist in sechs Unterbezirke (Tambon) eingeteilt, welche weiter in 40 Dorfgemeinschaften (Muban) unterteilt sind.
| \| Nr. \| Name \| Thai \| Dörfer \| Einw.[1] \| \| --- \| ------------- \| -------- \| ------ \| -------- \| \| 1. \| Thai Mueang \| ท้ายเหมือง \| 09 \| 11.409 \| \| 2. \| Na Toei \| นาเตย \| 09 \| 09.293 \| \| 3. \| Bang Thong \| บางทอง \| 07 \| 05.341 \| \| 4. \| Thung Maphrao \| ทุ่งมะพร้าว \| 11 \| 09.446 \| \| 5. \| Lam Phi \| ลำภี \| 07 \| 05.155 \| \| 6. \| Lam Kaen \| ลำแก่น \| 06 \| 07.265 \| |               |          |        |        |
| Nr. | Name          | Thai     | Dörfer | Einw.  |
| 1. | Thai Mueang   | ท้ายเหมือง | 09     | 11.409 |
| 2. | Na Toei       | นาเตย    | 09     | 09.293 |
| 3. | Bang Thong    | บางทอง   | 07     | 05.341 |
| 4. | Thung Maphrao | ทุ่งมะพร้าว | 11     | 09.446 |
| 5. | Lam Phi       | ลำภี      | 07     | 05.155 |
| 6. | Lam Kaen      | ลำแก่น    | 06     | 07.265 |

### Lokalverwaltung
Es gibt zwei Kleinstädte (Thesaban Tambon) im Landkreis:
- Thai Mueang (เทศบาลตำบลท้ายเหมือง) besteht aus Teilen des Tambon Thai Mueang.
- Lam Kaen (เทศบาลตำบลลำแก่น) besteht aus dem ganzen Tambon Lam Kaen.

Außerdem gibt es fünf „Tambon-Verwaltungsorganisationen“ (TAO, องค์การบริหารส่วนตำบล) für die Tambon oder die Teile von Tambon im Landkreis, die zu keiner Stadt gehören.